# San Sebastian (Samar)
San Sebastian is een gemeente in de Filipijnse provincie Samar op het gelijknamig eiland Samar. Bij de laatste census in 2007 had de gemeente ruim 7 duizend inwoners.

## Geografie

### Bestuurlijke indeling
San Sebastian is onderverdeeld in de volgende 14 barangays:
| - Balogo - Bontod - Cabaywa - Camanhagay - Campiyak - Canduyucan - Dolores | - Hita-asan I - Hita-asan II - Inobongan - Poblacion Barangay 1 - Poblacion Barangay 2 - Poblacion Barangay 3 - Poblacion Barangay 4 |

## Demografie
San Sebastian had bij de census van 2007 een inwoneraantal van 7.365 mensen. Dit zijn 586 mensen (8,6%) meer dan bij de vorige census van 2000. De gemiddelde jaarlijkse groei komt daarmee uit op 1,15%, hetgeen lager is dan het landelijk jaarlijks gemiddelde over deze periode (2,04%). Vergeleken met de census van 1995 is het aantal mensen met 984 (15,4%) toegenomen.

De bevolkingsdichtheid van San Sebastian was ten tijde van de laatste census, met 7.365 inwoners op 39,07 km², 188,5 mensen per km².